# Jörg Fauser
Jörg Fauser (* Bad Schwalbach, Alemanya de l'Oest, 16 de juliol de 1944 - Feldkirchen, Múnic, 17 de juliol de 1987) fou un escriptor, poeta i periodista alemany.
La seva obra rebé la influència de la literatura de la generació beat americana. La producció d'en Fauser, cap al final de la seva vida, fou, majoritàriament, d'històries detectivesques. De la novel·la Der Schneemann se n'havia fet una pel·lícula. Fauser morí a causa d'un atropellament de camió prop de Múnic.
Ha estat traduït al català amb Matèria primera, editat per LaBreu Edicions el 2013.

## Biografia
Jörg Fauser era fill de l'artista visual Arthur Fauser i de l'actriu Maria Razum. Els seus primers articles periodístics van aparèixer al Frankfurter Neue Presse entre 1959 i 1960. Tres anys després treballa per al Frankfurter Hefte.
Començà a estudiar Antropologia i Estudis Anglesos a la Universitat Johann Wolfgang Goethe, i en aquesta època esdevingué addicte a les drogues dures, mentre feia el servei alternatiu d'objecció de consciència a un hospital de Heidelberg. A causa de la dependència a les drogues marxà a Istanbul el 1967, per tornar a Alemanya el 1968, primer a Frankfurt i després de Berlín. Pel 1971 entrà en contacte amb l'escena okupa de Frankfurt-Westend, inclòs el grup de Joschka Fischer. Pel que fa al Moviment del 68, protagonitzat per la seua generació, Fauser hi va guardar una distància crítica, cosa que es reflecteix a la seva obra.
Entre 1968 i 1974 visqué a Berlín, Frankfurt i Göttingen, i col·laborà en diverses revistes literàries, com ara Gasolin 23, Ufo o Ulcus Molle Info. A partir de la dècada dels 70 començà a publicar diversos poemaris i escrigué lletres per al músic de rock Achim Reichel, destacant-ne l'àlbum conceptual Blues in Blond. Als anys 80 retornà a Berlín, àpoca en la qual destacà com a novel·lista i col·laborant en revistes com ara Lui i TransAtlantik. El 1985 es casà amb Gabriele Oßwald i la parella s'establí a Múnic.
Jörg Fauser va morir el 17 de juliol de 1987, la nit després del seu 43è aniversari, atropellat per un camió a l'autopista A94 prop de Múnic. De forma pòstuma, el 1988 va ser distingit amb el Premi Friedrich Glauser.

## Estil
En els seus primers anys Fauser va ser un escriptor underground amb una forta influència de la Generació Beat estatunidenca, d'autors clàssics com Raymond Chandler o Dashiell Hammett i per les seues pròpies experiències amb les drogues.
A la dècada dels 80, les seues novel·les giren al voltant de la realitat política d'Alemanya Occidental, dins del gènere detectivesc.

## Obra

### Individual
- 1971: Aqualunge. Ein Report. Udo Breger, Göttingen
- 1972: Tophane. Maro, Gersthofen 
  - Reimpressió en 2011: Tophane. Il·lustracions de Robert Schalinski. Moloko print, Schönebeck
- 1973: Die Harry Gelb Story. Maro, Gersthofen
- 1977: Open end. Fünf Gedichte. King Kong Press, Múnic
- 1978: Marlon Brando. Der versilberte Rebell. Monika Nüchtern, Múnic
- 1978: Der Strand der Städte. Eduard Jakobsohn, Berlín
- 1979: Alles wird gut. Rogner & Bernhard, Múnic
- 1979: Requiem für einen Goldfisch. Nachtmaschine, Basilea
- 1979: Trotzki, Goethe und das Glück. Rogner & Bernhard, Múnic
- 1981: Der Schneemann. Rogner & Bernhard, Múnic
- 1982: Mann und Maus. Rogner & Bernhard, Múnic
- 1984: Blues für Blondinen. Ullstein, Frankfurt am Main/Berlín/Viena
- 1984: Rohstoff. Ullstein, Frankfurt am Main/Berlín/Viena
- 1985: Das Schlangenmaul. Ullstein, Frankfurt am Main/Berlín/Viena
- 1987: Kant. Heyne, Múnic
- 1992: Blues in Blond. Cançons i balades. Junt a Achim Reichel i Elfi Küster. Luchterhand Literaturverlag, Hamburg
- 1993: Ich habe eine Mordswut. Briefe an die Eltern 1957-1987. Paria, Frankfurt am Main 1993
- 2003: Lese-Stoff. Von Joseph Roth bis Eric Ambler. Neue Kritik, Frankfurt am Main.

### Obres completes 1990-1994
Edició de les obres completes de Jörg Fauser en vuit volumens, un apèndix informatiu i fotogràfic i una obra suplementària, editades per Rogner & Bernhard, Hamburg:
- 1990: Volum 1. Romane I
- 1990: Volum 2. Romane II
- 1990: Volum 3. Erzählungen I
- 1990: Volum 4. Erzählungen II
- 1990: Volum 5. Gedichte
- 1990: Volum 6. Essays, Reportagen, Kolumnen I
- 1990: Volum 7. Essays, Reportagen, Kolumnen II
- 1990: Volum 8. Marlon-Brando-Biographie
- 1990: Apèndix. Informationen und Bilder
- 1994: SuplementDas leise lächelnde Nein und andere Texte.

### Obres completes 2004–2009
Nova edició del treball de Jörg Fauser, editat per Alexander Verlag, Berlín:
- 2004: Volum I. Marlon-Brando. Der versilberte Rebell.
- 2004: Volum II. Rohstoff.
- 2004: Volum III. Der Schneemann.
- 2005: Volum IV. Trotzki, Goethe und das Glück.
- 2005: Volum V. Alles wird gut.
- 2006: Volum VI. Mann und Maus.
- 2006: Volum VII. Das Schlangenmaul.
- 2009: Volum VIII. Der Strand der Städte. Gesammelte Journalistische Arbeiten 1959–1987.
- 2007: Volum IX. Die Tournee.

### Traduccions al català
- Matèria primera. [«Rohstoff»] trad. d'Ignasi Pàmies. Barcelona: Labreu, 2013 (ISBN:9788494096440).